# Taurus PT-900

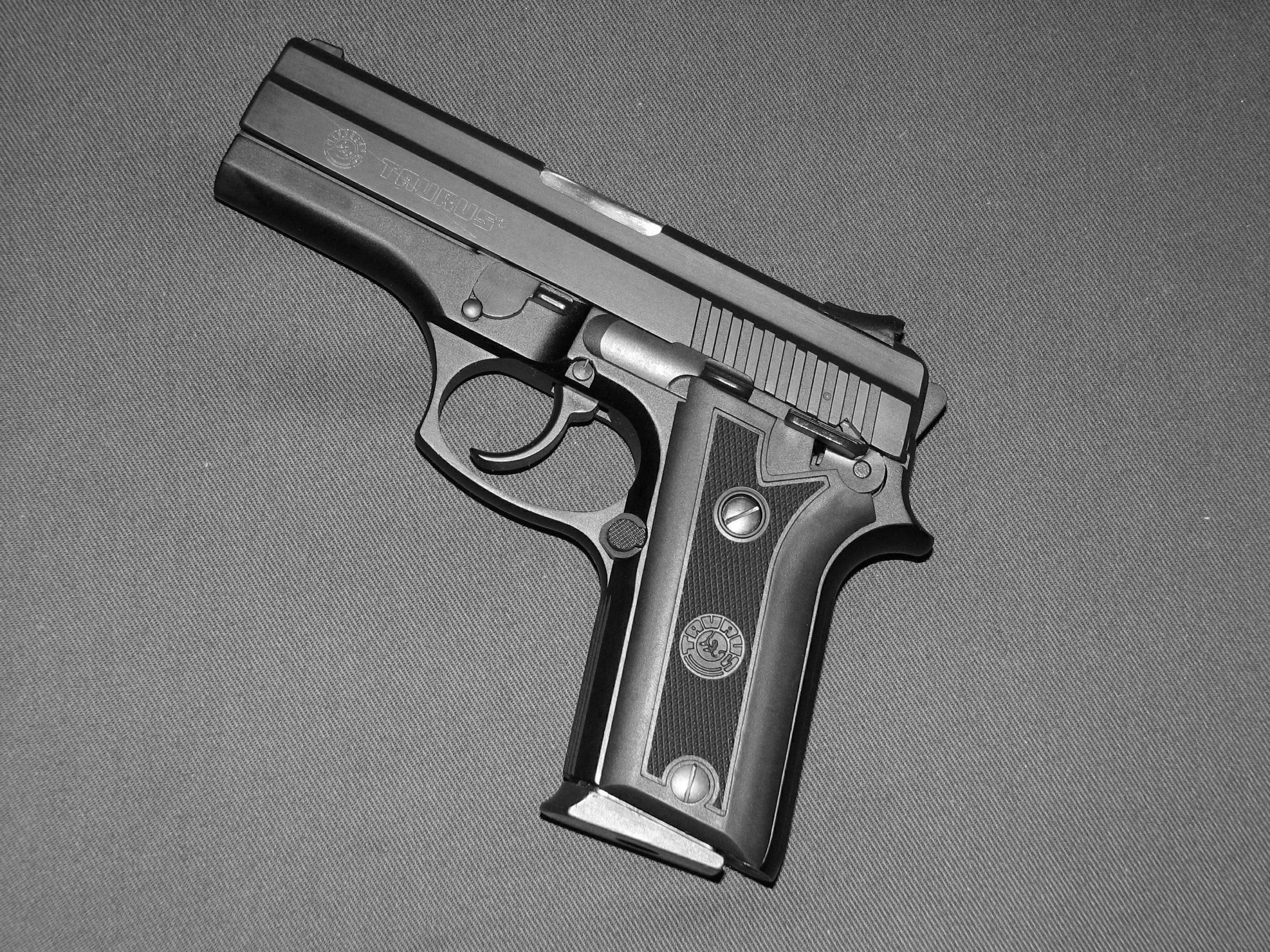
Le PT940 est très prisé par les policiers brésiliens.

La série des Taurus PT-900 comprend des pistolets semi-automatiques à carcasse moyenne dérivés  du Taurus PT-92. Elle a été lancée par Forjas Taurus de Porto Alegre (Brésil) avec le modèle 908 (produit jusqu’en 1997). Il n'en diffère que par encombrement et sa culasse non échancrée.

## Technique
Le fonctionnement diffère du système Beretta au niveau de la sécurité. Celle-ci est placée sur la carcasse et non sur la culasse. Lorsque l'arme n'est pas armée on monte la sécurité vers le haut pour bloquer la détente. En position centrale l'arme est prête à tirer. La position basse sert de decocking. Lorsque l'arme est en position armée, si on enclenche la sécurité vers le bas, celle-ci désarme le chien pour ensuite retourner en position centrale prête à tirer (mais ce sera en double action pour le premier tir). Certaines versions sont faites en polymères. 
| MODELE | Munition       | Visee | Longueur | Canon  | Masse à vide | Chargeur              |
| ------ | -------------- | ----- | -------- | ------ | ------------ | --------------------- |
| 908    | 9mm Parabellum | fixe  | 18 cm    | 9,5 cm | 0,8 kg       | 8 cartouches          |
| 909    | 9mm Parabellum | fixe  | 18,4 cm  | 10 cm  | 0,820 kg     | 9 puis 15 cartouches  |
| 911    | 9mm Parabellum | fixe  | 18,4 cm  | 10 cm  | 0,820 kg     | 10 cartouches         |
| 957    | .357 SIG       | fixe  | 18,4 cm  | 10 cm  | 0,820 kg     | 10 cartouches         |
| 938    | 9mm court      | fixe  | 18,4cm   | 10cm   | 0,8 kg       | 10 puis 15 cartouches |
| 940    | .40 S&W        | fixe  | 18 cm    | 9,5 cm | 0,82 kg      | 10 cartouches         |
| 945    | .45 ACP        | Fixe  | 19 cm    | 11 cm  | 0,84 kg      | 8 cartouches          |

## Diffusion
Le Taurus PT940 a été adopté par plusieurs corps de la Police brésilienne. De la même façon, le PT938 est très populaire en Amérique latine où sa munition est accessible aux citoyens désireux d’acquérir une arme de poing pour leur défense personnelle. Il en va de même pour les PT 940, PT945, PT957 au Canada et aux États-Unis.

## Les Taurus PT900 dans la culture populaire
Cette famille PA est souvent utilisée dans des films et des séries télévisées brésiliennes comme dans Troupe d'élite 2) où un chef de bande utilise un PT940. 
Le PT908 est employé par un tueur à gages dans le roman noir Zen de Bertrand Delcour (collection Instantanés de Polar n°38, éditions Baleine, 1996).
Au cinéma, le PT911 apparaît dans les mains des enquêteurs Lee (Jackie Chan) et Carter (Chris Rock) dans Rush Hour 3 tandis que le PT945 est visible dans les mains de criminels, de policiers ou de victimes dans :
- La Mémoire dans la Peau ;
- Meurtre à la Maison-Blanche ;
- U.S. Marshals ;
- Ronin ;
- Death Sentence ;
- L'Immortel ;
- La Purge.

Mais la TV américaine qui utilise le plus cette série de PA : 
- Dans les troisième et quatrième saison de Blue Bloods, des criminels utilisent des PT909.
- Le PT911 est identifiable dans Les Experts : Manhattan, Prison Break (saisons 3 et 4), Sanctuary, Better Off Ted, Human Target, Hit and Miss et Longmire.
- Le PT940 est visible dans la saison 2 de Burn Notice.
- Le PT945 arme un maffiosi dans Les Soprano et un marshal fédéral dans Chase.

Enfin dans Resident Evil 6, le joueur peut opter pour un PT909.

## Sources
Cette notice est issue de la lecture des revues spécialisées de langue française suivantes :
- Cibles (Fr)
- Action Guns  (Fr)